# Saiki
Saiki (japanska: 佐伯市?, Saiki-shi) är en stad i Ōita prefektur i Japan. Staden fick stadsrättigheter 1941.